# Long An, Long Hồ
Long An là một xã cũ thuộc huyện Long Hồ, tỉnh Vĩnh Long, Việt Nam.

## Địa lý
Xã Long An nằm ở phía đông nam huyện Long Hồ, có vị trí địa lý:
- Phía đông giáp xã Bình Phước và Tân Long huyện Mang Thít
- Phía tây giáp xã Phú Đức
- Phía nam giáp xã Hòa Thạnh và Hòa Lộc huyện Tam Bình
- Phía bắc giáp thị trấn Long Hồ.

Xã Long An có diện tích 15,89 km², dân số năm 1999 là 9.955 người, mật độ dân số đạt 626 người/km².

## Hành chính
Xã Long An được chia thành 8 ấp: An Hiệp, An Lương A, An Phú A, An Phú B, Bà Lang, Hậu Thành, Long Hiệp, Long Tân.

## Lịch sử
Ngày 6 tháng 12 năm 2019, Hội đồng Nhân dân tỉnh Vĩnh Long ban hành Nghị quyết 228/NQ-HĐND về việc sáp nhập toàn bộ ấp An Lương B vào ấp An Lương A.